# Винчи, Леонардо
Леона́рдо Ви́нчи (итал. Leonardo Vinci, около 1690, Стронголи — 27 мая 1730, Неаполь) — итальянский композитор эпохи барокко, видный представитель неаполитанской оперной школы.

## Биография
Изучал музыку в неаполитанской консерватории Повери-ди-Джезу-Кристо (Conservatorio dei Poveri di Gesù Cristo), где учился у композитора Гаэтано Греко. «Слепец-притворщик» («Lo Cecato fauzo»; Неаполь, 1719) — первая опера на неаполитанском диалекте. Наиболее известная ранняя опера — комедия «Li zite ’n galera» (Неаполь, 1722; традиционно переводится как «Девушки на галере», однако вернее будет перевести название как «Новобрачные на лодке»). Одним из первых использовал тексты Пьетро Метастазио для своих опер. Всего написал более 25 опер, в том числе «Катон в Утике» (Рим, 1728; из неё доныне популярна ария «Confusa, smarrita») и «Узнанная Семирамида» («Semiramide riconosciuta»; Рим, 1729). Также оставил произведения духовной музыки (оратории, кантаты и пр.). «Артаксеркс» («Artaserse») — самый большой успех композитора (особенно популярна оттуда ария «Vo solcando» в конце I акта), плоды которого он не смог развить в связи со скоропостижной смертью. Обстоятельства смерти Винчи не выяснены. Современный исследователь К. Маркстром допускает, что композитор был отравлен мужем-рогоносцем, с супругой которого Винчи неосмотрительно вступил в любовную связь.
Опера «Артаксеркс», возобновлённая в наши дни, впервые была представлена публике 4 февраля 1730 года в «Teatro delle Dame» (до наших дней не сохранился) в Риме. Примечателен тот факт, что после римской премьеры «Артаксеркс» удерживался в репертуаре различных европейских театров ещё более 10 лет.

## Творчество
В противовес господствовавшему барочному оперному стилю, который представлял Алессандро Скарлатти, Винчи установил целый ряд новых особенностей (простая и изящная мелодия, тематический контраст, значительное снижение роли полифонии и др.), характерных для предклассического стиля. Эта тенденция была воспринята композиторами-современниками, стремившимися обновить «старую» оперу.

## Сочинения

### Оперы
Примечание. В скобках указана дата премьеры.
- Слепец-притворщик (Lo cecato fauzo, 1719)
- Lo scagno (1720)
- Lo scassone (1720)
- Lo castiello sacchiato (1720)
- Барон из Троккии (Lo Barone di Trocchia, 1721)
- Дон Чиччо (Don Ciccio, 1721)
- Новобрачные на лодке (Li zite 'n galera, 1722)
- Торжество Вакха (La festa di Bacco, (1722)
- Лабиринт (Lo labborinto, 1723)
- Сулла-диктатор (Silla dittatore, 1723)[8]
- Фарнак (Farnace; 1-я ред., 1724; 2-я ред., 1729)
- Верная жена (La mogliera fedele, 1724)
- Гераклия (Eraclea, 1724)
- Партенопа (Partenope; др. название La Rosmira fedele, 1725)
- Астианакт (L’Astianatte, 1725)
- Покинутая Дидона (Didone abbandonata, 1726)
- Сир, царь Персии (Siroe, Re di Persia, 1726)
- Эрнелинда (Ernelinda, 1726; др. название: La fede tradita e vendiciata)
- Сигизмунд, царь Польши (Gismondo, Re di Polonia, 1727; др. название: Il vincitor generoso)
- Падение децемвиров (La caduta dei Decemviri, 1727)
- Катон в Утике (Catone in Utica, 1728)
- Медей (Medo, 1728)
- Узнанная (разоблачённая) Семирамида (La Semiramide riconosciuta, 1729)
- Александр в Индии (Alessandro nell’Indie, 1729)
- Спор богов (La contesa de' numi, 1729)
- Максимиан (Massimiano, 1729)
- Артаксеркс (Artaserse, 1730)

### Частично сохранившиеся / утраченные оперы
- Публий Корнелий Сципион (Publio Cornelio Scipione, 1722)
- Ифигения в Тавриде (Ifigenia in Tauride, 1725)
- Триумф Камиллы (Il trionfo di Camilla, 1725)
- Флавий Аниций Олибрий (Flavio Anicio Olibrio, 1728)